# Estación de investigación

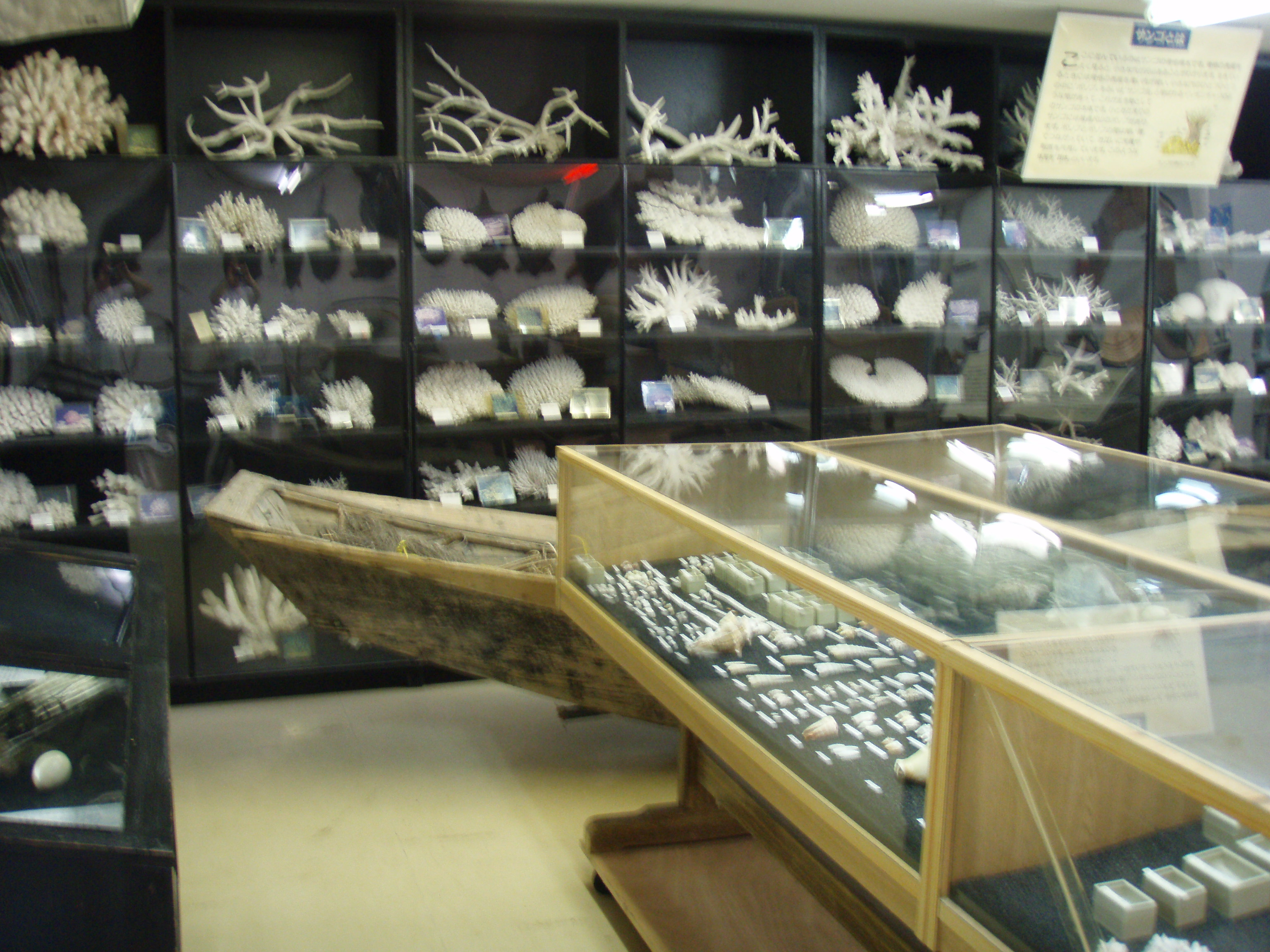
Estación de investigación de Kuroshima en Kuroshima, Okinawa.

Una estación de investigación es una instalación que se construye con el propósito de realizar investigaciones científicas.
Los sitios de las estaciones de investigación pueden incluir áreas remotas del mundo, océanos y el espacio exterior, como la Estación Espacial Internacional.

## Tipos

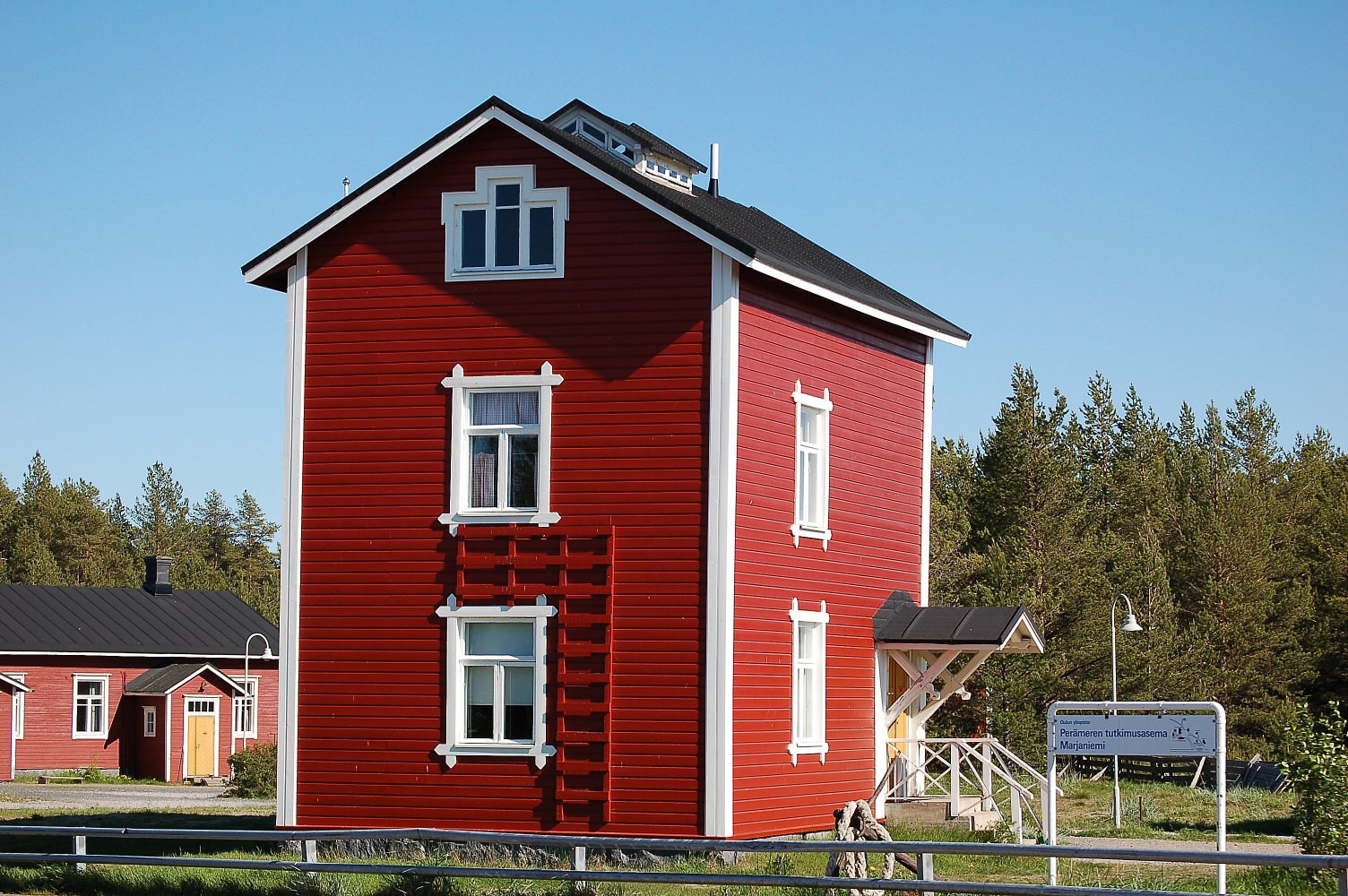
Una estación de investigación de madera de la Bahía de Botnia de la Universidad de Oulu en Marjaniemi, Hailuoto, Finlandia

Algunas estaciones de investigación están ubicadas en el Ártico, como la Estación Científica del Noreste, la McGill Arctic Research Station y la estación Himadri. Algunas estaciones en el Ártico son estaciones a la deriva con personal, construidas sobre el hielo de las altas latitudes del Océano Ártico.
Muchas naciones también tienen estaciones de investigación ubicadas en la Antártida; la base Showa, Halley y Troll son ejemplos.
También hay varias estaciones de investigación que realizan investigación ecológica de campo, como la Estación de Biodiversidad Tiputini en la Amazonía ecuatoriana, la Estación de Investigación del Parque Nacional Comoé en las sabanas del noreste de Costa de Marfil o la Estación de Investigación de Gombe en Tanzania, donde se realizó la famosa investigación de chimpancés dirigido por Jane Goodall.